# 小林寛 (アニメーション監督)
小林 寛（こばやし ひろし）は、日本のアニメ演出家・監督。Yostar Pictures所属。
タツノコプロやTRIGGER、サンライズの作品を中心に活動する。

## 人物
初のテレビアニメ監督作品となった『キズナイーバー』で製作を共にした脚本家の岡田麿里とプロデューサーの大塚雅彦は、若手ながらも落ち着きがあり、質問する際はストーリーを深く読み込み、相手の想いを汲んだ上で訊いてきた点から、誠実な人物と評している。
バンダイナムコフィルムワークスの岡本拓也は『機動戦士ガンダム 水星の魔女』のスタッフを考えるにあたり、『キズナイーバー』ならびに『ひそねとまそたん』の印象から小林を「作品の核を打ち出せる実力のある人物」と判断し、監督をオファーした旨を語っている。

## 作品

### テレビアニメ
2011年
- TIGER&BUNNY（絵コンテ・演出）
- C（プロップデザイン・絵コンテ・演出）
- C³ -シーキューブ-（ワースデザイン）

2012年
- ブラック★ロックシューター（絵コンテ・演出）

2013年
- ビビッドレッド・オペレーション（絵コンテ・演出）
- 夜桜四重奏 〜ハナノウタ〜（ED絵コンテ・演出・絵コンテ）
- キルラキル（2013年 - 2014年、絵コンテ・演出）

2014年
- ノラガミ（絵コンテ）
- 神撃のバハムート GENESIS（副監督・絵コンテ・絵コンテ監修）
- PSYCHO-PASS サイコパス 2（絵コンテ）

2015年
- デス・パレード（絵コンテ）
- パンチライン（絵コンテ）
- ガッチャマン クラウズ インサイト（絵コンテ）
- デュラララ!!×2 転（絵コンテ）

2016年
- キズナイーバー（監督・絵コンテ・演出）
- モブサイコ100（絵コンテ）

2017年
- 機動戦士ガンダム 鉄血のオルフェンズ（絵コンテ）
- 幼女戦記（絵コンテ）
- リトルウィッチアカデミア（絵コンテ）
- 将国のアルタイル（絵コンテ）

2018年
- ひそねとまそたん（監督・絵コンテ）
- DOUBLE DECKER! ダグ&キリル（絵コンテ）

2019年
- どろろ（絵コンテ）
- キャロル&チューズデイ（絵コンテ）

2020年
- A3!（絵コンテ）

2022年
- 機動戦士ガンダム 水星の魔女（Season1：2022年 - 2023年、監督・絵コンテ）

2023年
- 機動戦士ガンダム 水星の魔女（Season2、監督）

2024年
- ぶっちぎり?!（演出）
- 魔王2099（絵コンテ）

2025年
- 全修。（絵コンテ）
- WIND BREAKER Season 2（絵コンテ）

### 劇場アニメ
2014年
- TIGER&BUNNY -The Rising-（絵コンテ）
- アルモニ（脚本協力）

2018年
- さよならの朝に約束の花をかざろう（絵コンテ）

2019年
- 劇場版 幼女戦記（絵コンテ）

### OVA
2010年
- 夜桜四重奏 〜ホシノウミ〜（2010年 - 2011年、絵コンテ、演出、レイアウト協力）

2012年
- 君のいる町（監督、絵コンテ、演出）

### Webアニメ
2012年
- 京騒戯画 第二弾（絵コンテ、演出）

2019年
- ガンダムビルドダイバーズRe:RISE（絵コンテ）

2022年
- 機動戦士ガンダム 水星の魔女 PROLOGUE（監督、絵コンテ）
- スプリガン（監督、絵コンテ）
- 機動戦士ガンダム 鉄血のオルフェンズ ウルズハント（絵コンテ）